# بایتوروو
بایتوروو (انگلیسی: Bayturovo) یک شهرک در شهرستان میشکینسکی استان باشقیرستان کشور روسیه است.